# Defensores de Cambaceres
Club Defensores de Cambaceres – argentyński klub piłkarski z siedzibą w mieście Ensenada wchodzącym w skład zespołu miejskiego leżącym w prowincji Buenos Aires.

## Osiągnięcia

### Rozgrywki ogólnokrajowe
- Mistrz piątej ligi argentyńskiej (Primera D) (2): 1959, 1976
- Mistrz czwartej ligi argentyńskiej (Primera C) (2): 1990/1991, 1998/1999

#### Liga Platense
- Torneo de intermedia: 1924
- Primera División Platense (13): 1927, 1929, 1931, 1934, 1935, 1939, 1941, 1942, 1943, 1944, 1946, 1950, 1956

## Historia
Klub założony został 12 października 1921 roku. Początkowa nazwa klubu brzmiała Club Social y Deportivo Defensores de Cambaceres. W roku 1922 klub przystąpił do lokalnej federacji piłkarskiej Federación Platense de Fútbol, a w 1924 awansował do pierwszej ligi Liga Platense. W roku 1957 klub wstąpił do narodowej federacji piłkarskiej Asociación del Fútbol Argentino przystępując do rozgrywek Torneo de Aficionados. Obecnie Defensores de Cambaceres gra w trzeciej lidze argentyńskiej Primera B Metropolitana.